# Georges Corm
Georges Corm, (جورج قرم); (Alessandria d'Egitto, 15 giugno 1940 – Beirut, 14 agosto 2024), è stato un economista, storico e politico libanese, Ministro delle Finanze del Libano dal 1998 al 2000, sotto il governo di Salim El Hoss, professore universitario, specialista nella storia dei paesi del Medio Oriente e del Mediterraneo, consulente di istituzioni finanziarie e bancarie internazionali e locali, membro dell'Arab Center for Research and Policy Studies..
Le Monde scrisse di lui: "È stato l'erede del cosmopolitismo levantino e del nazionalismo arabo della sua giovinezza".

## Biografia

### Origini e formazione
Georges Corm nacque in una famiglia di artisti, letterati e pittori ad Alessandria d'Egitto il 15 giugno 1940 da genitori di origine libanese, siriana e palestinese. Fu il nipote del pioniere della pittura in Libano Daoud Corm, il primo pittore libanese e arabo a recarsi in Europa e divenne famoso a Roma.
Suo padre, George Daoud Corm, fu anch'egli un pittore e un abile pianista. Fu tra i fondatori del Museo Nazionale e del Conservatorio Libanese, che ancora oggi assegna a suo nome un premio al miglior pianista. Sua madre, Mary Bakhit, nacque in una famiglia libanese-siriana stabilitasi in Egitto da decenni. Lo zio, Charles Corm, fu l'autore del "Phoenician Magazine" e del Diwan della "Montagna ispiratrice".
Dal 1948 al 1957 studiò al liceo presso la Scuola della Sacra Famiglia dei Padri Gesuiti al Cairo. Suo padre lo mandò in Svizzera per studiare ingegneria, ma il figlio cambiò segretamente destinazione e andò a Parigi per studiare legge, scienze politiche ed economia. Dopo aver frequentato l'Institut d'études politiques de Paris dal 1958 al 1961, conseguì un dottorato in diritto pubblico nel 1969 presso la Facoltà di Giurisprudenza ed Economia di Parigi.

### Carriera
Nel 1962 entrò nel servizio civile in Libano, dove in seguito lavorò come economista presso il Ministero della Pianificazione e poi come esperto di questioni monetarie e finanziarie presso il Commissariato del Governo presso la Banca Centrale. Allo stesso tempo, proseguì gli studi di giurisprudenza a Beirut (laurea e dottorato). 
Nel 1969 lasciò l'amministrazione libanese per entrare nel settore bancario (Crédit Lyonnais) e nel 1970 fu trasferito a Parigi dove rimase fino al 1973. Quell'anno tornò a Beirut dove venne nominato rappresentante generale della Banca Nazionale d'Algeria per il Medio Oriente, che lo introdusse alle élite del FLN. Nel 1980 lasciò questo incarico per diventare consigliere del governatore della Banca centrale libanese, carica che ricoprì fino al 1985, quando lasciò il Libano, afflitto dalla violenza, per stabilirsi a Parigi come consulente economico di molte organizzazioni internazionali.

### Ministro delle Finanze (1998-2000)
Tornò in Libano nel 1998, quando fu nominato Ministro delle Finanze. Adottò un programma di riforma finanziaria, pagando gli arretrati statali al settore privato, riequilibrando con successo la bilancia dei pagamenti, riducendo il livello degli interessi e stabilendo una legge sull'imposta sul valore aggiunto.
Insegnò dal 1969 al 1985 in diverse università libanesi e dal 2001 all'Università Saint-Joseph di Beirut. Fu anche membro del Comitato di Sponsorizzazione del Tribunale Russell sulla Palestina.

### Morte
Georges Corm morì il 14 agosto 2024 a Beirut, all'età di 84 anni.

## Vita privata
Sposò nel 1976 Hala Zamaria, dalla quale ebbe tre figli: Thuraya, Alia e Munir. Hala Zamaria era figlia di Leon Zemaria, noto politico di Aleppo che ricoprì incarichi ministeriali successivi, in particolare il Ministero della Giustizia e delle Finanze, prima dell'era Baath in Siria: l'uomo morì in Libano come rifugiato politico.

## Opere
- Le Proche-Orient éclaté (1956-2012), La Découverte, 1983, 1988; Gallimard/Histoire, 2007
- La Mue, Noël Blandin, 1989
- Conflitti e identità in Medio Oriente (1919-1991), Arcantere, 1992
- Il nuovo disordine economico mondiale, La Découverte, 1993
- Le Moyen-Orient, Flammarion, coll. "Dominos", 19936
- Storia del pluralismo religioso nel bacino del Mediterraneo, Geuthner, 1998
- Libano contemporaneo: storia e società, La Découverte, 2003, 2005 e 2012
- L'Europe et l'Orient: de la balkanisation à la Libanisation: histoire d'une modernité inaccomplie, La Découverte, 1998, 2001 e 2003
- Youakim Moubarac. Un uomo eccezionale. Testi selezionati e presentati da Georges Corm, Librairie orientale, Beirut, 2004
- Orient-Occident, la fracture imaginaire, La Découverte, 2002 e 2004
- La questione religiosa nel XXI secolo: la geopolitica e la crisi della post-modernità, La Découverte, 2006
- Storia del Medio Oriente: dall'antichità ai giorni nostri, La Découverte, 2007
- L'Europe et le mythe de l'Occident: La construction d'une histoire, Parigi, La Découverte, 2009, p.275  ISBN 978-2-7071-5707-2
- Le Nouveau Gouvernement du monde: idéologies, structures, contre-pouvoirs, Parigi, La Découverte, coll. "Cahiers libres", 2010, p.275 ISBN 978-2-7071-6419-3
- Pour une lecture profane des conflits: sur le "retour du religieuse" dans les conflits contemporains du Moyen-Orient, Parigi, La Découverte, coll. "Cahiers libres", 2012, p.275 ISBN 978-2-7071-7473-4
- Pensiero e politica nel mondo arabo: contesti storici e problematici, XIX – XXI secolo, La Découverte, 2015, p.389  ISBN 978-2-7071-8693-5
- La Nouvelle Question d'Orient, Parigi, La Découverte, coll. "Cahiers libres", 2017, p.250 ISBN 978-2-7071-9375-9

Le sue opere furono tradotte in diverse lingue. A questo vanno aggiunte le opere scritte in arabo.

## Premi
- Premio per l'amicizia franco-araba 2000
- Premio per il saggio 2018 La Nouvelle Question d’Orient